# Changdeokgung
Changdeokgung (tiếng Hàn: 창덕궁; Hanja: 昌德宮; Hán-Việt: Xương Đức cung) là một cung điện nằm trong một công viên lớn của Seoul, Hàn Quốc. Đây là một trong năm cung điện được các vua của nhà Triều Tiên (1392–1897) xây dựng. Changdeokgung là cung điện quan trọng thứ hai và đã đóng vai trò quan trọng nhất trong 270 năm cho đến khi Gyeongbokgung được xây dựng lại vào năm 1868. Tuy nhiên dưới sự thống trị của đế quốc Nhật Bản đầu thế kỷ 20 thì cung điện cũng chỉ còn lại 30% các công trình.

## Lịch sử
Thủ đô của triều đại Triều Tiên đã được chuyển từ Khai Thành ở phía Bắc đến Hán Dương (Seoul ngày nay) vào năm 1392, nhưng cung điện thực sự được xây dựng bắt đầu vào tháng 10 năm 1404, trong năm thứ 4 trị vì của vua Thái Tông. Chính điện được bắt đầu xây dựng vào tháng 2 năm 1405 và được hoàn thành vào tháng 10 cùng năm. Từ đó cung điện có tên gọi là Changdeokgung nghĩa là "Cung điện phát huy đức hạnh". Cung điện đặt ở phía Đông của Gyeongbokgung nên được gọi là Đông Cung.
Đất đai vườn tược của cung điện hiện nay hơi lớn hơn so với diện tích ban đầu của chúng, vì các vị vua kế vị thường cho bổ sung suốt trong thời gian lâu dài. Mặc dù Gyeongbokgung trên thực tế lớn hơn, nhưng Changdeokgung là một nơi yêu thích của các vị vua vì nó được thiết kế và xây dựng theo thông số kỹ thuật Hàn Quốc được lưu truyền từ thời Tam Quốc (Triều Tiên), do đó còn giữ lại được nhiều truyền thống độc đáo của Hàn Quốc.
Sau khi Nhật chiếm đóng từ năm 1910, các khu đất đai vườn tược của cung điện đã được sắp xếp lại, một số bị phá hủy, và thậm chí một số công trình kiến trúc được đưa sang Nhật Bản. Cũng như các cung điện khác, nhiều công trình phụ trợ của Changdeokgung đã bị dỡ bỏ, nhìn chung nhiều khu vườn của cung điện mất đi tính chân xác của chúng. Riêng Changdeokgung vẫn còn giữ được vị trí lý tưởng của nó, phía Đông là Changgyeonggung, phía Đông Nam là Tông miếu (Khu mộ tổ của hoàng tộc và đền thờ), phía Tây là nơi ở chính thức - Gyeongbokgung.

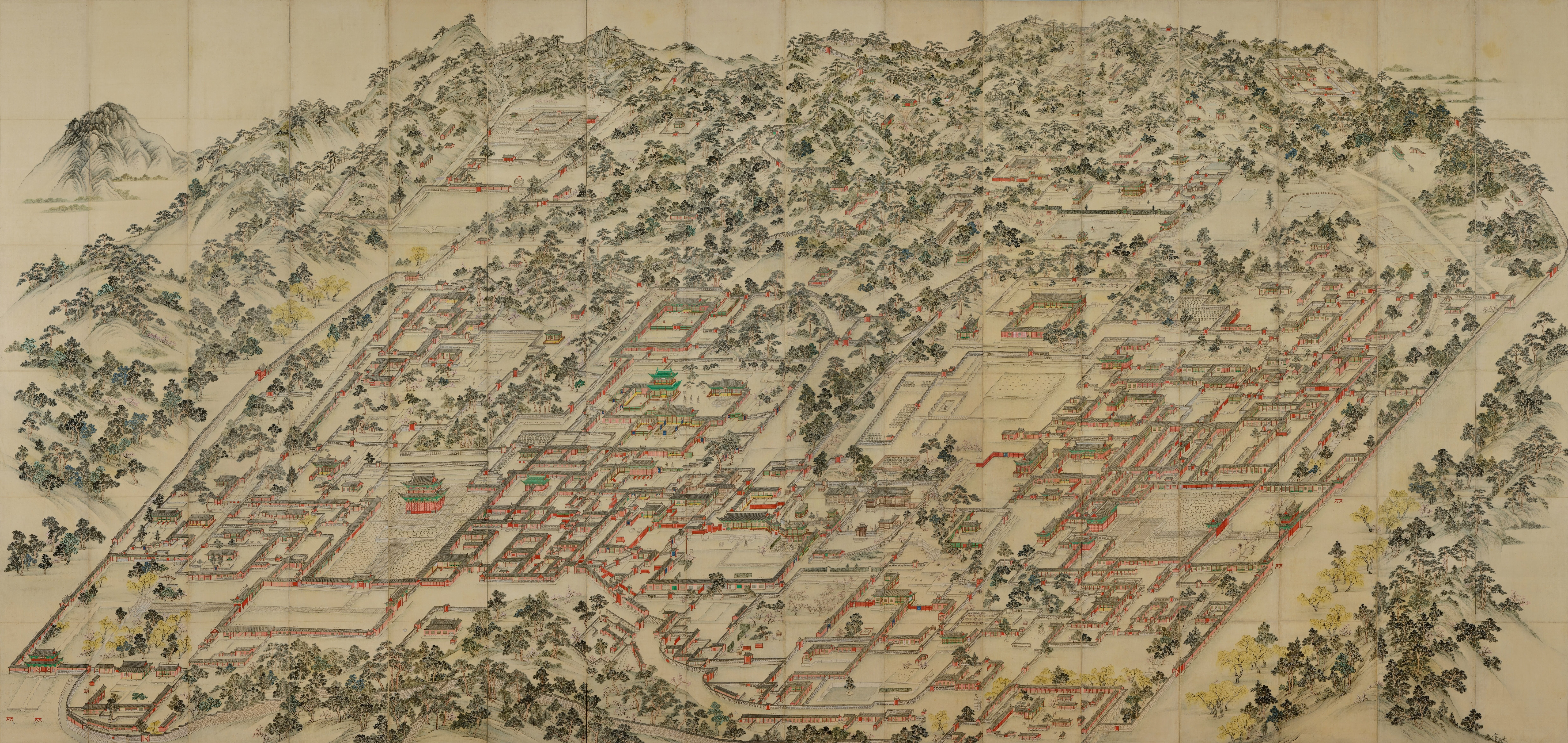
Donggwoldo (Đông Cung Đồ) - Bản đồ vẽ toàn bộ Changdeokgung và Changgyeonggung

## Kiến trúc

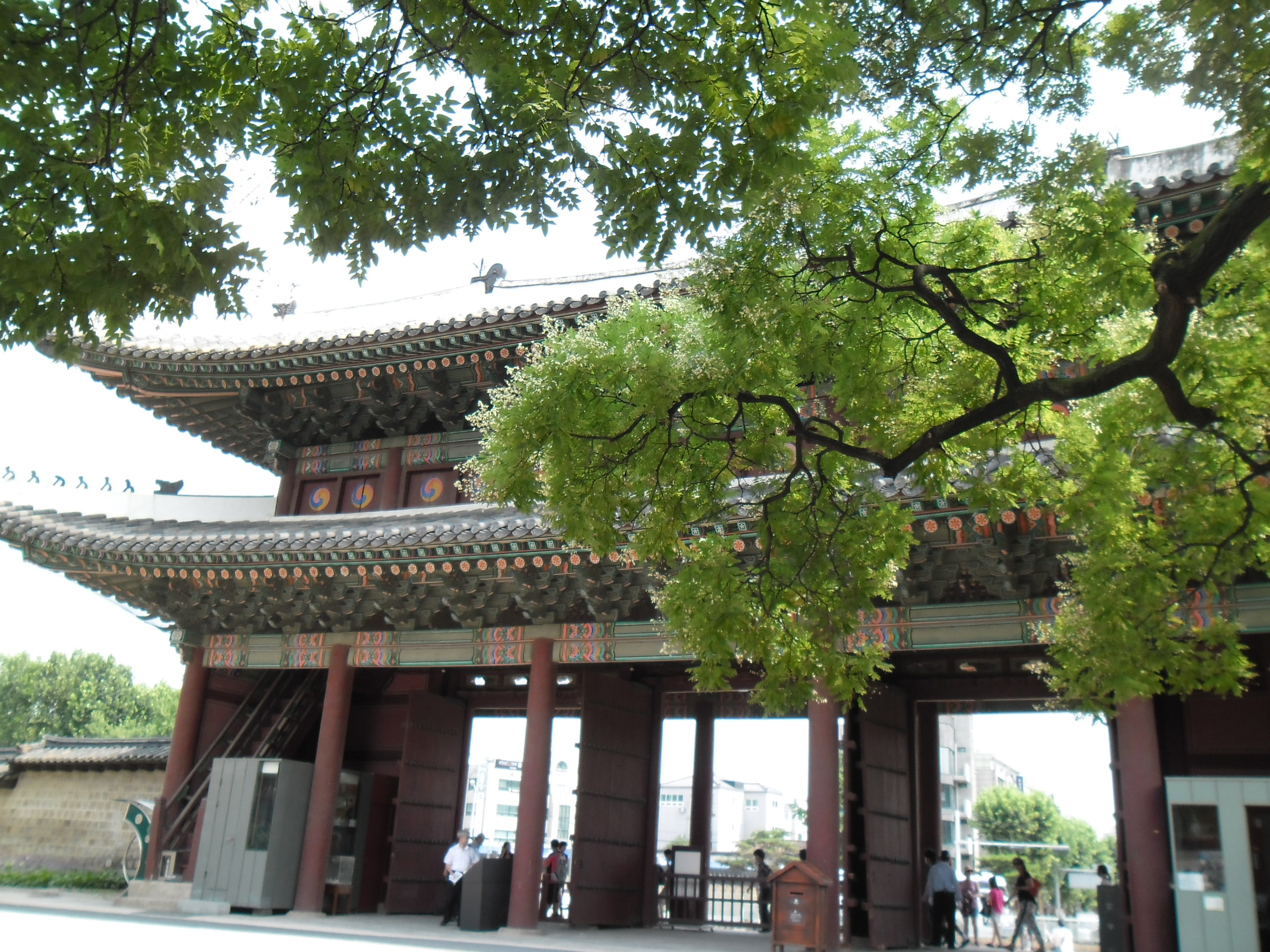
Đôn Hóa môn (Donhwamun)- cổng chính vào cung

Các cấu trúc chính của Changdeokgung gồm có cửa  Đôn Hóa môn , cây cầu bằng đá đá hoa cương Cầu Cẩm Xuyên và Nhân Chính điện có chức năng như nhà làm việc của triều đình. Tuyên Chính điện được dùng cho các công việc của triều đình giữa vua và các thượng thư của ngài. Đại Tạo điện được dùng như hậu cung vương phi cũng là nơi ngủ của vua và khu dạy học dành cho các vương tử. Các khu vườn gốc đã bị phá hủy nhiều lần. Trong suốt thời gian bị Nhật chiếm đóng các tòa nhà hiện có phần nào đã bị Tây hóa.
- Đôn Hóa môn - Donhwamun (돈화문, 敦化門), cổng chính của Changdeokgung (đại môn), xây năm 1412.
- Nhân Chính điện - Injeongjeon (인정전, 仁政殿), trung tâm của Changdeokgung.
- Tuyên Chính điện - Seonjeongjeon (선정전, 宣政殿), là nơi vương thần nghị luận cũng như tổ chức yến tiệc hay thi cử cho các Nho sinh.
- Hi Chính đường - Huijeongdang (희정당, 熙政堂), phòng sinh hoạt hàng ngày của vua.
- Đại Tạo điện - Daejojeon (대조전, 大造殿), nơi sinh hoạt của các vương phi.
- Bí uyển - Biwon(비원, 秘苑), kiến trúc vườn tiêu biểu của Hàn Quốc.

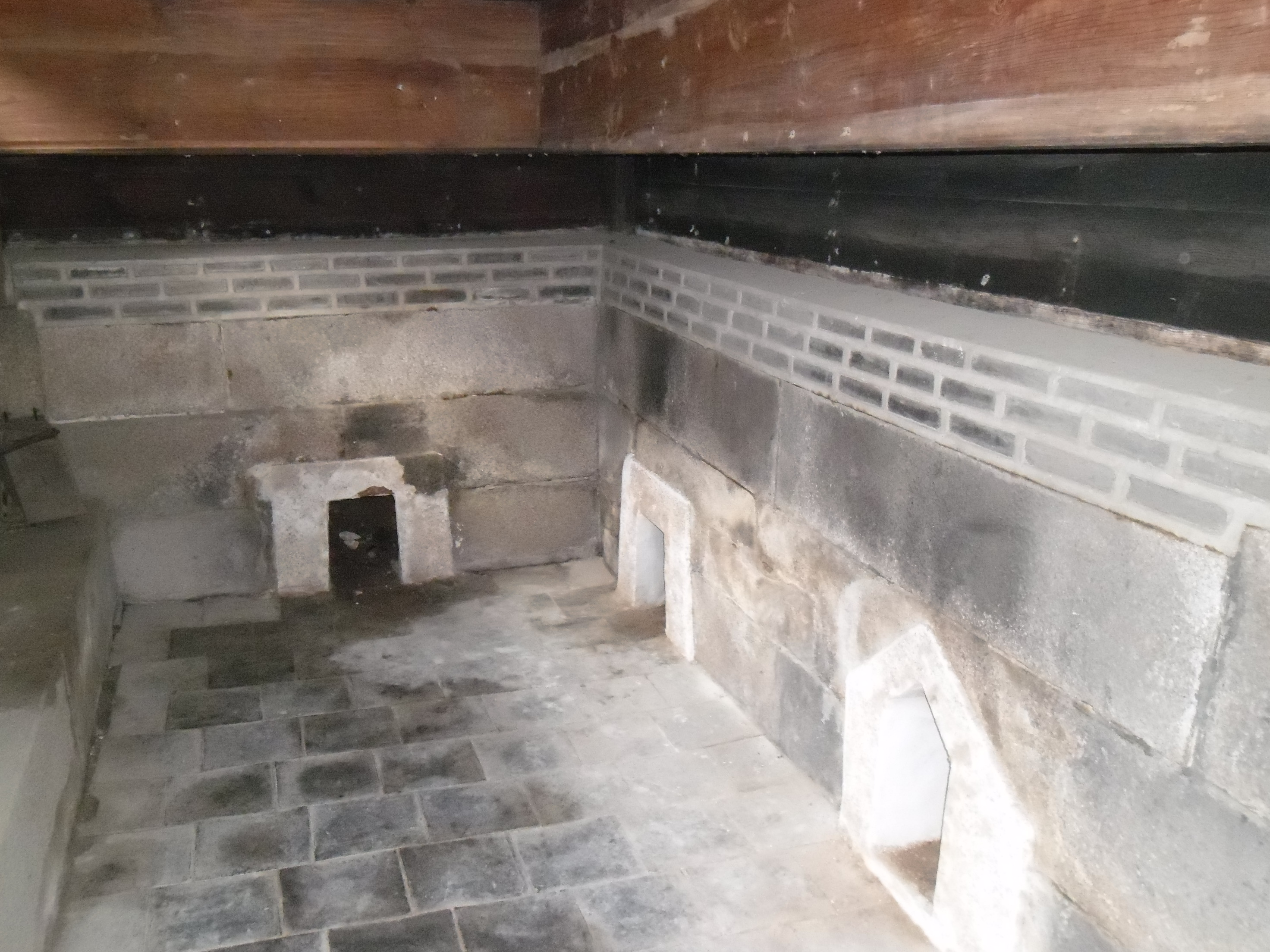
Hệ thống lò sưởi gầm các tòa nhà trong cung vào mùa đông (không có ở Việt Nam và Trung Quốc)

Một đặc điểm đặc biệt của cung điện Changdeokgung là việc xây dựng ít làm ảnh hưởng đến môi trường tự nhiên và khai thác triệt để sự hài hòa với thiên nhiên. Các tòa nhà được thiết kế và xây dựng để làm sao hòa lẫn với môi trường xung quanh liền ngay một cách dễ dàng và thậm chí các hướng đã được đưa ra xem xét cẩn thận trong việc lập kế hoạch và xây dựng. Không gian đã được sử dụng để đem lại bầu không khí hoàn toàn khác nhau trên khắp các khu vườn. Ngoài ra, nhiều quan điểm khác nhau đối với mỗi tòa nhà trên các khu vườn vẫn tiếp tục được đưa ra xem xét cẩn thận.
Tuy nhiên, các khu vườn vẫn giữ lại nhiều sự riêng tư cho cuộc sống vương cung, được minh chứng là có rất ít cổng vào. Vẫn còn có một số lượng lớn các hiện vật đã được bảo quản để thông tin cho chúng ta về cuộc sống ở thế giới bên trong của cung điện. Và ngay cả hôm nay, kiến trúc Changdeokgung vẫn còn giữ lại sự thuần túy Hàn Quốc nhất trong tất cả các cung điện.
Changdeokgung đã có một ảnh hưởng lớn đến sự phát triển của kiến trúc Hàn Quốc về quy hoạch cảnh quan, sân vườn, nghệ thuật liên quan trong nhiều thế kỷ. Nó phản ánh các giá trị kiến trúc tinh tế, hài hòa với cảnh đẹp xung quanh. Khuôn viên cung điện là một ví dụ nổi bật của kiến trúc cung điện Viễn Đông và thiết kế sân vườn, đặc biệt là cách bày trí mà ở đó các tòa nhà được hòa nhập và hài hòa với khung cảnh thiên nhiên, phù hợp với địa hình và sự duy trì độ che phủ của cây bản địa.
Với các tiêu chí trên, quần thể kiến trúc Changdeokgung được công nhận là Di sản văn hóa thế giới năm 1997.

## Hình ảnh

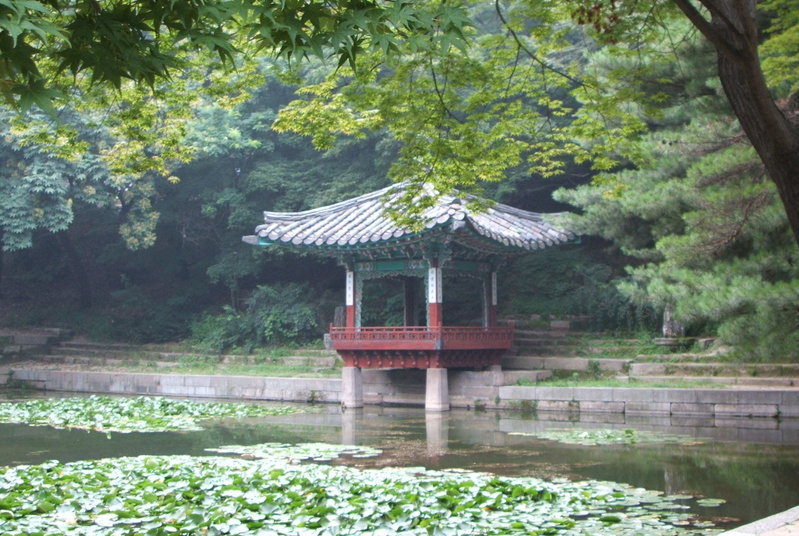
Bí uyển (비원, 秘苑)
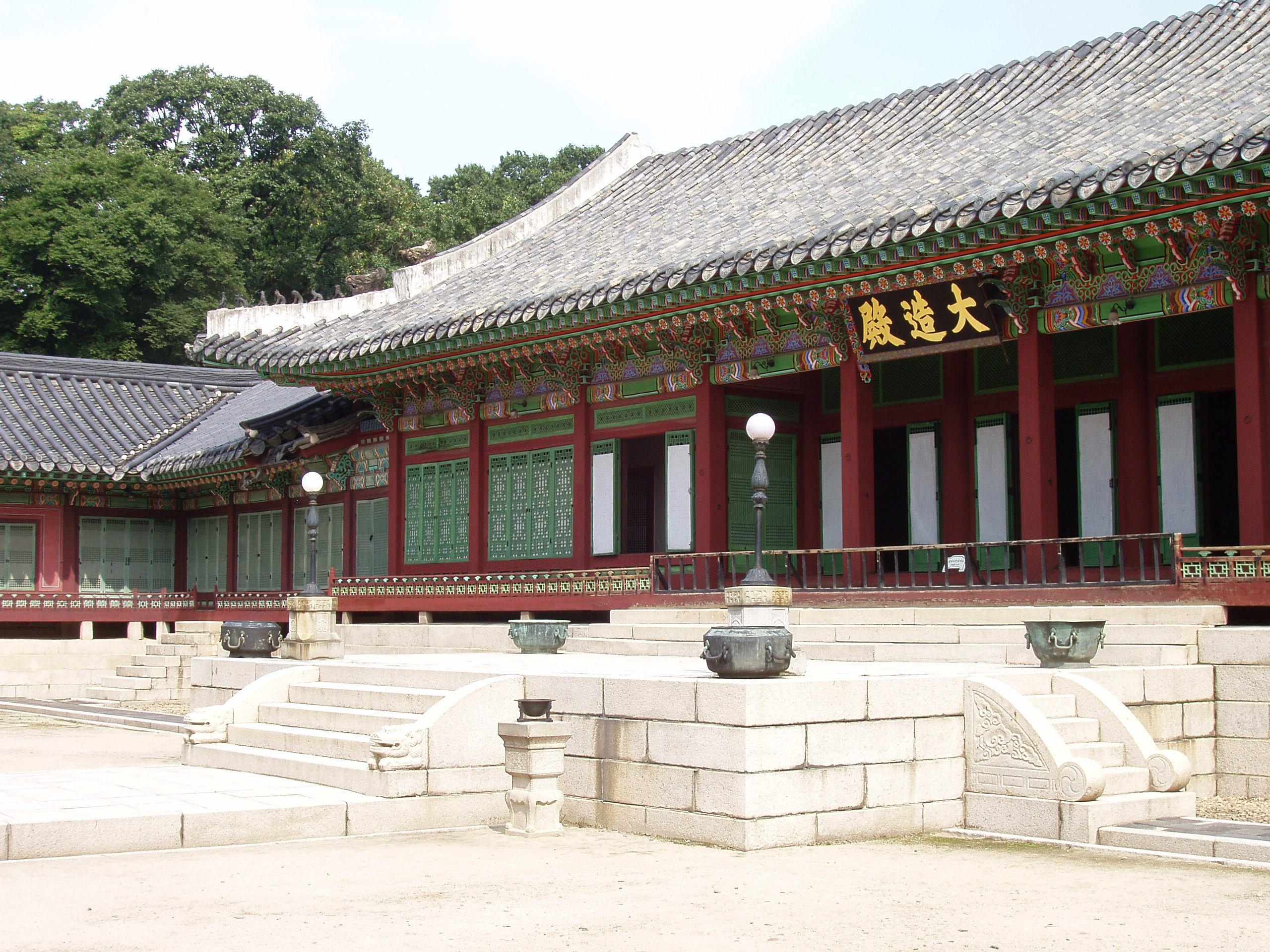
Đại Tạo điện (대조전, 大造殿)
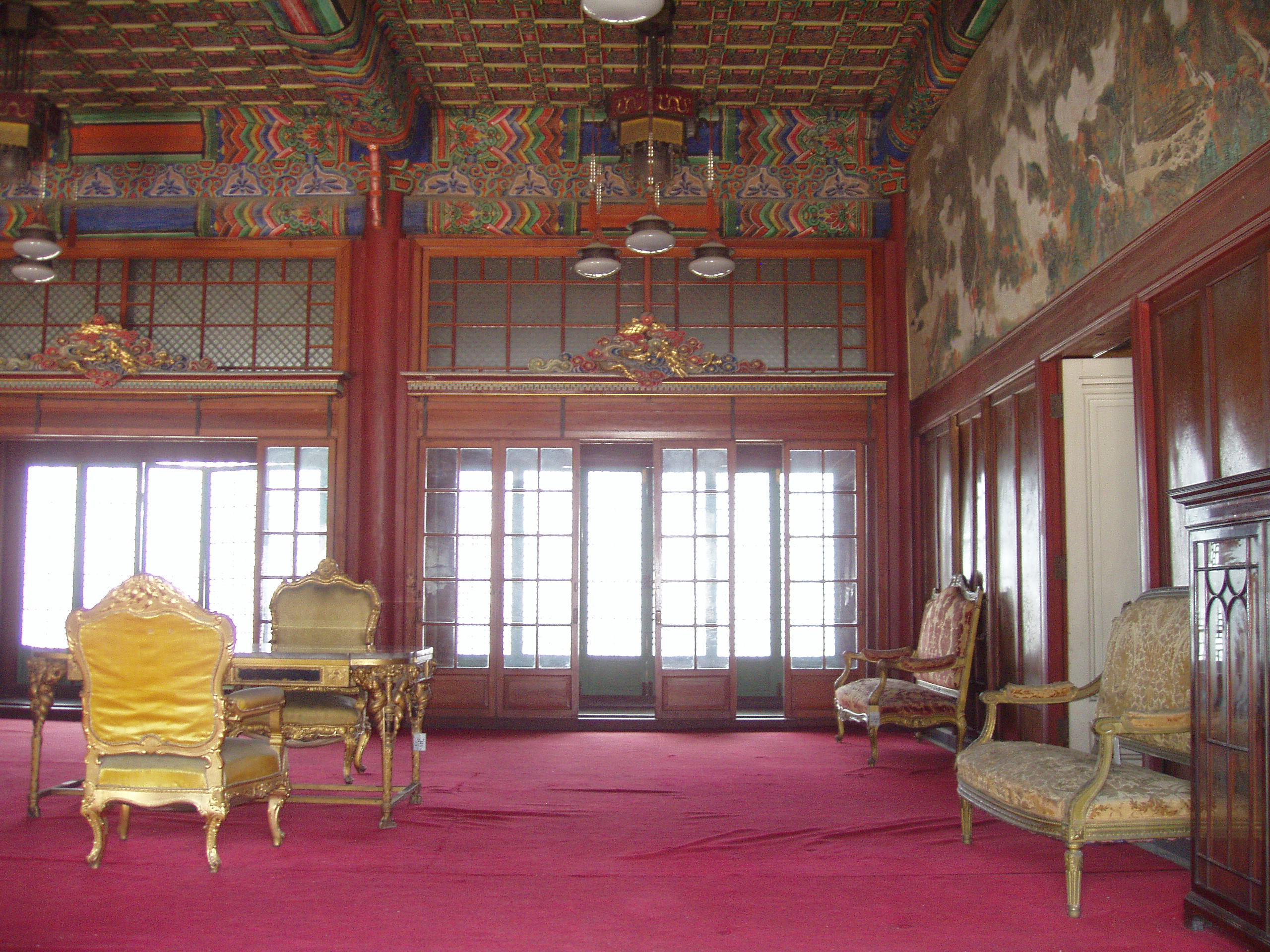
Hi Chính đường (희정당, 熙政堂)
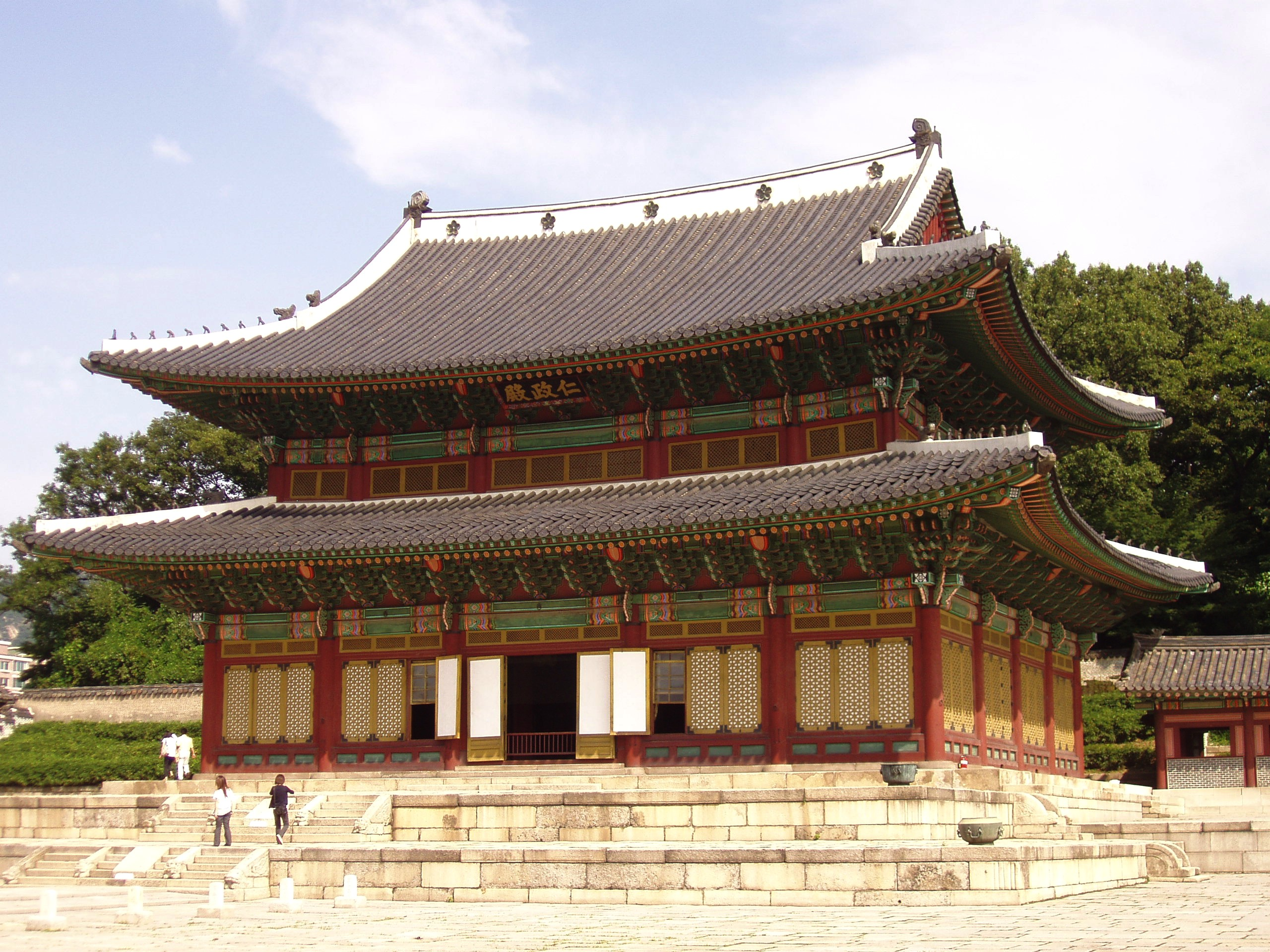
Bên ngoài Nhân Chính điện (인정전, 仁政殿)
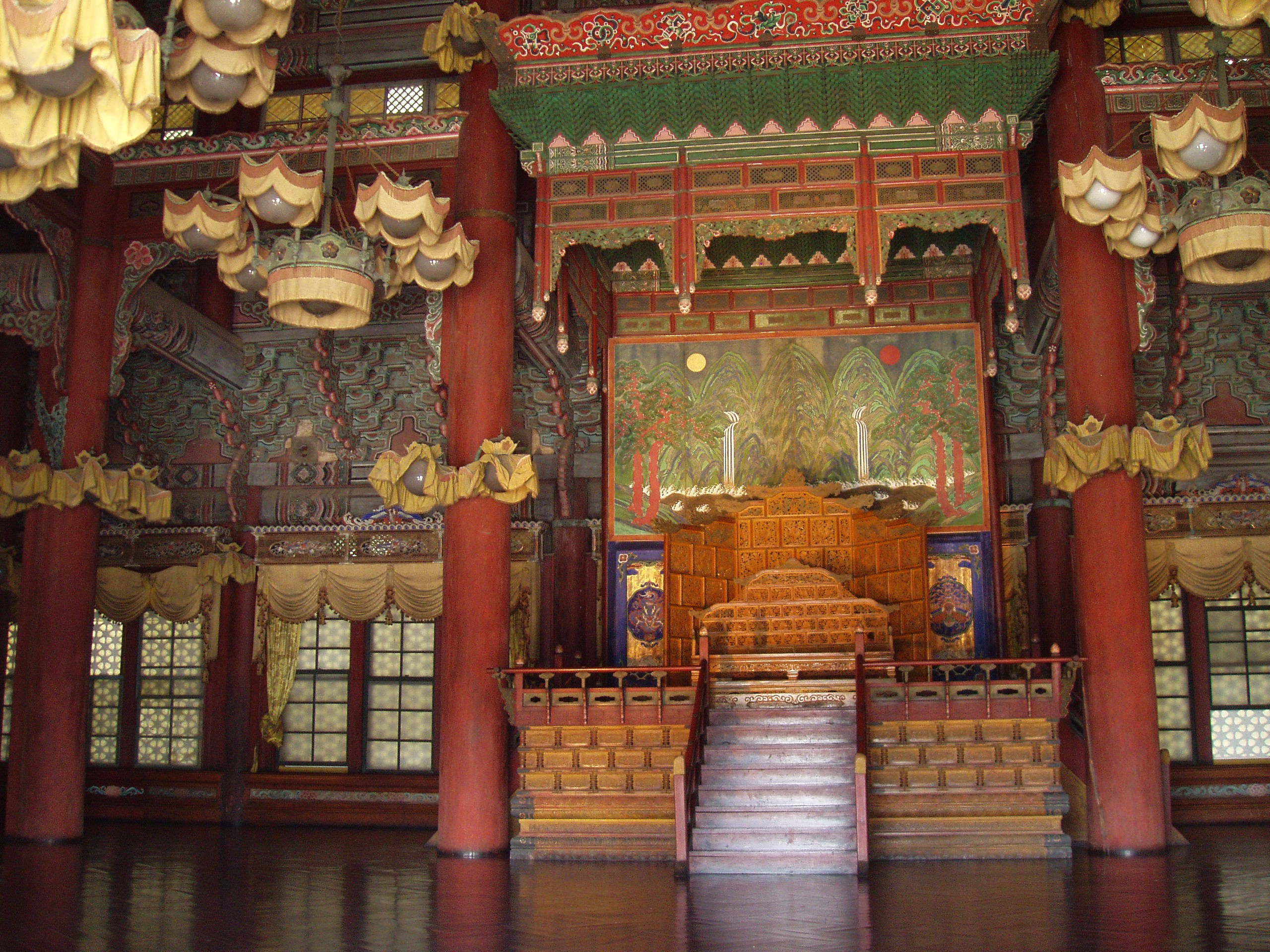
Bên trong Nhân Chính điện
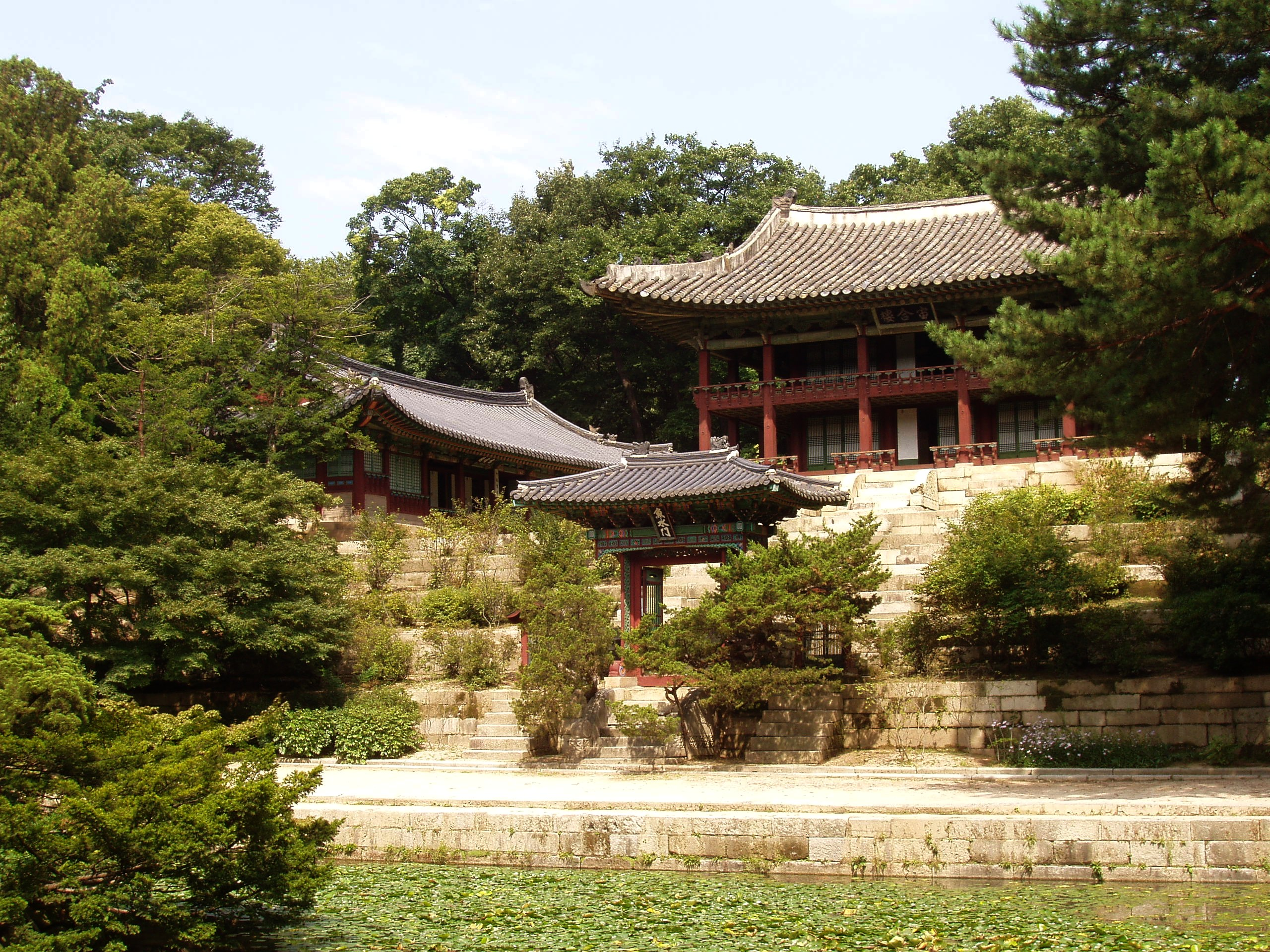
Trụ Hiệp Lâu (宙合樓,주합루)
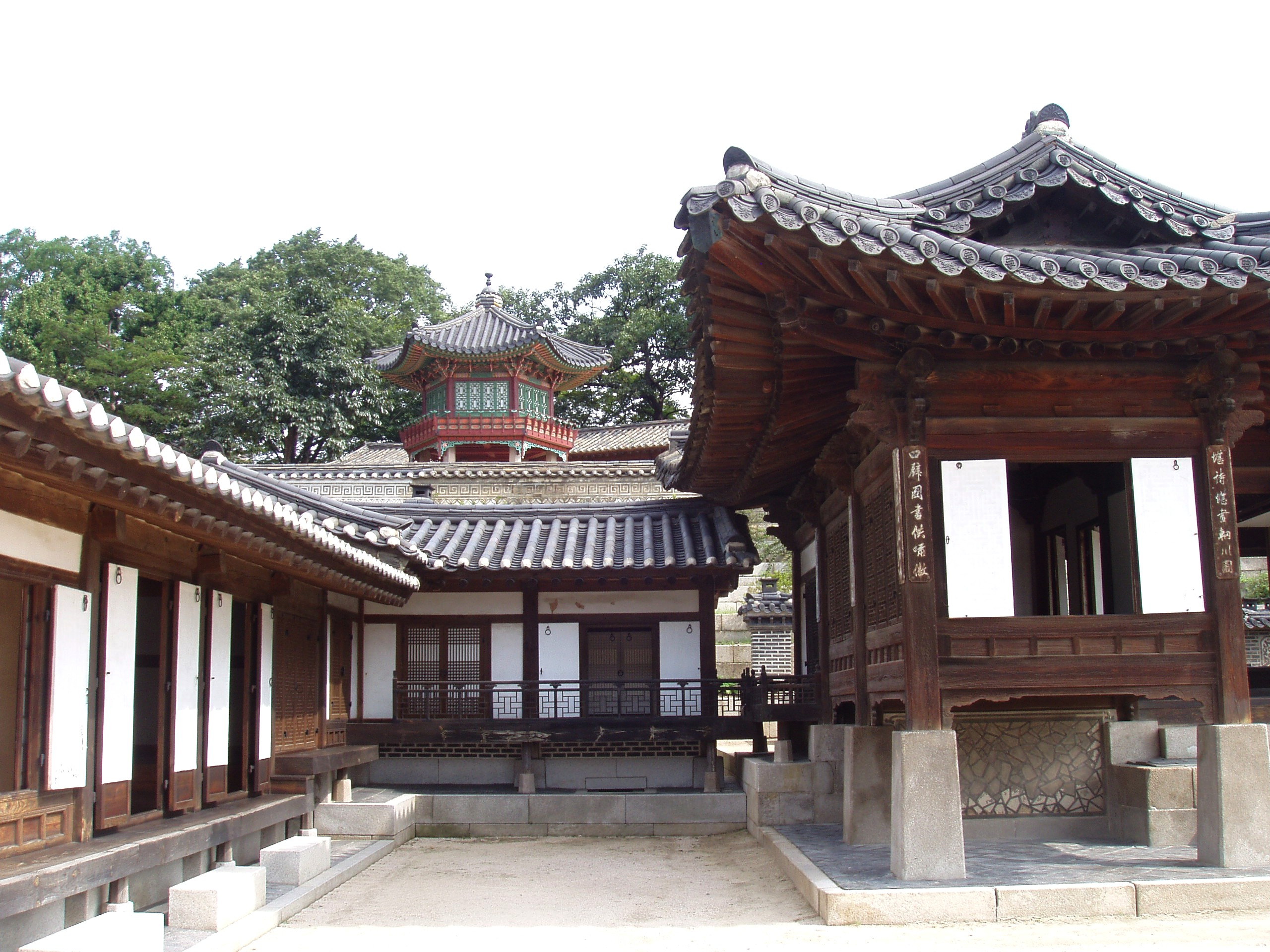
Lạc Thiện trai (낙선재, 樂善齋)
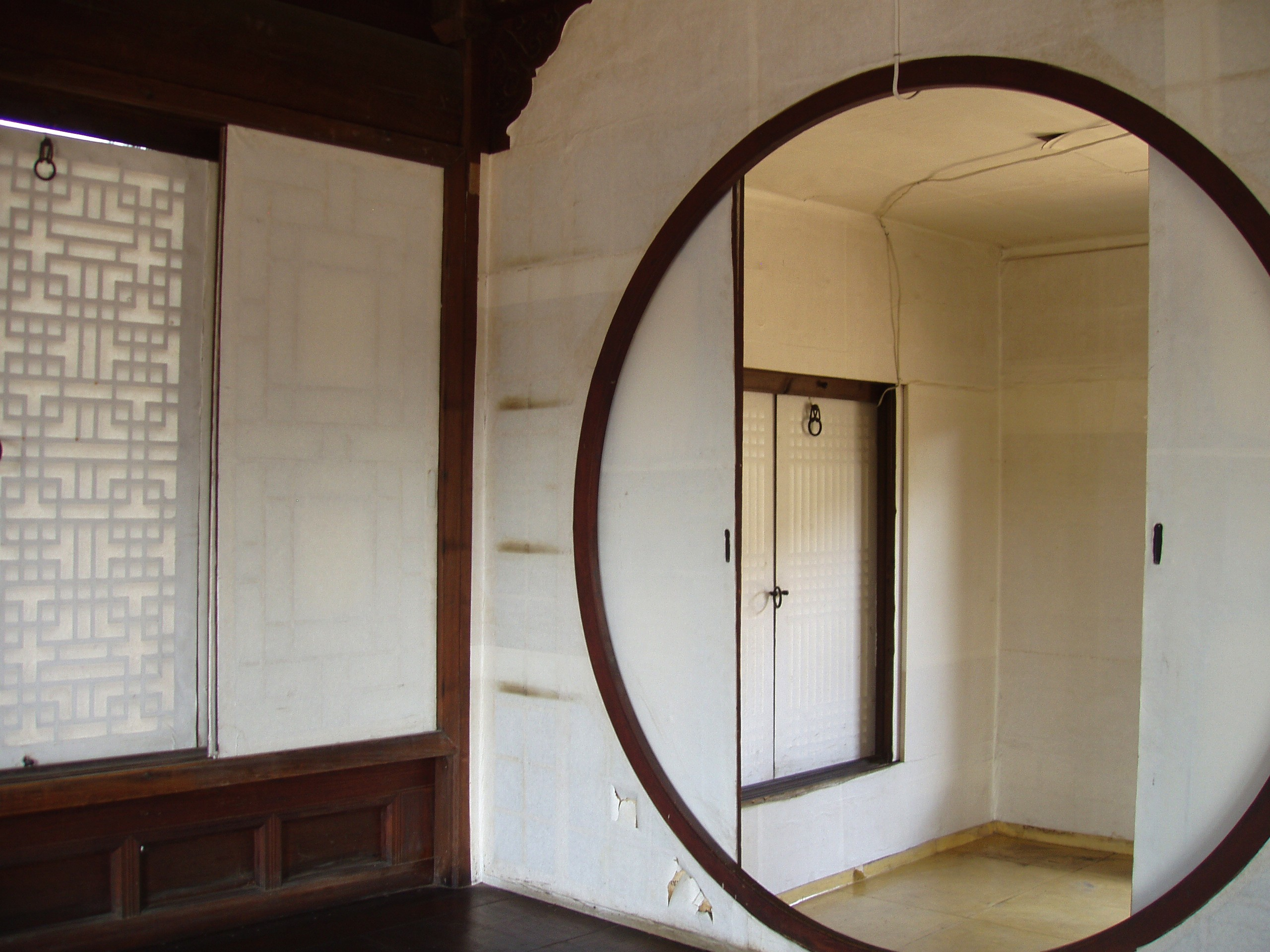
Lạc Thiện trai
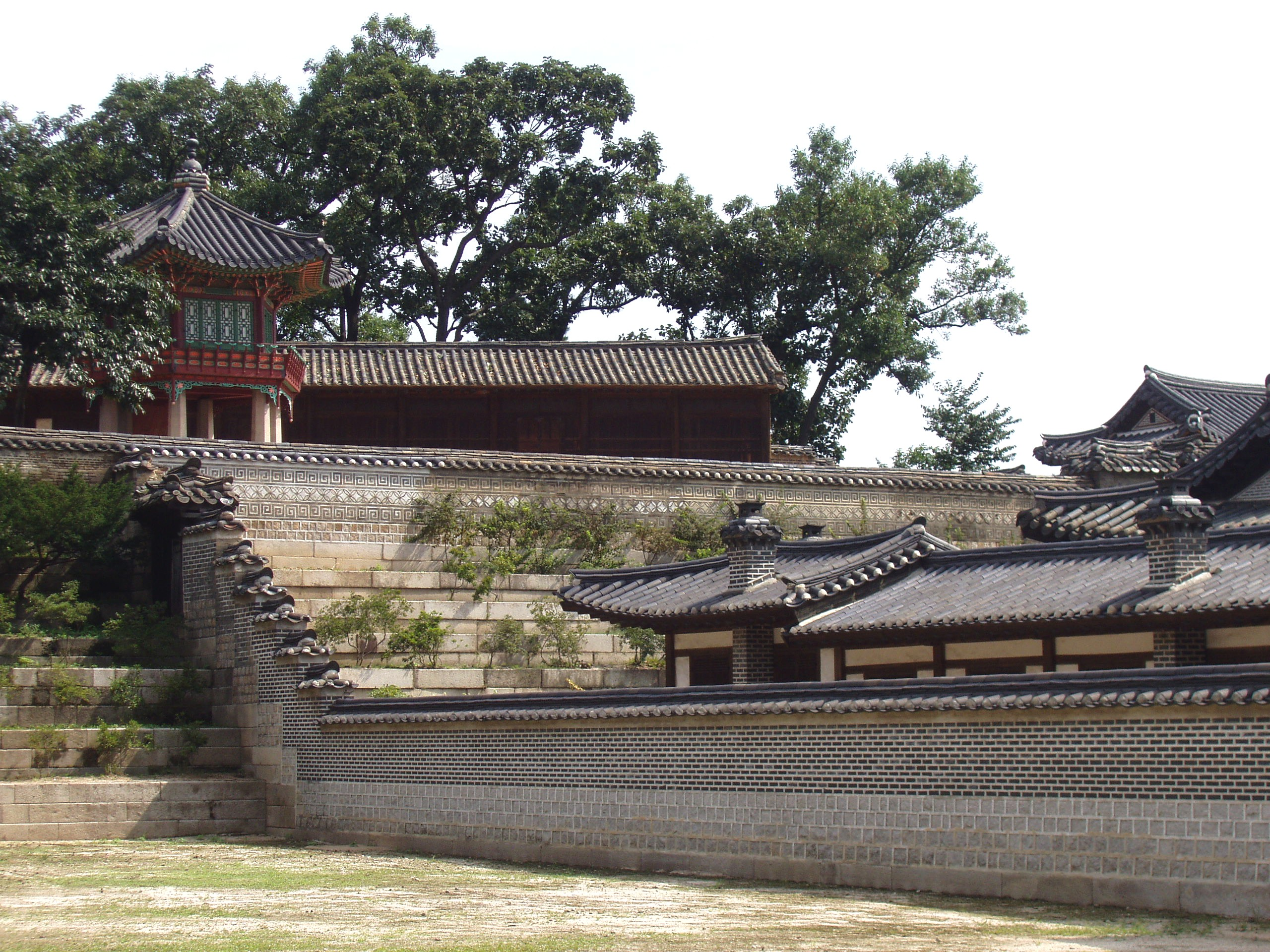
Lạc Thiện trai
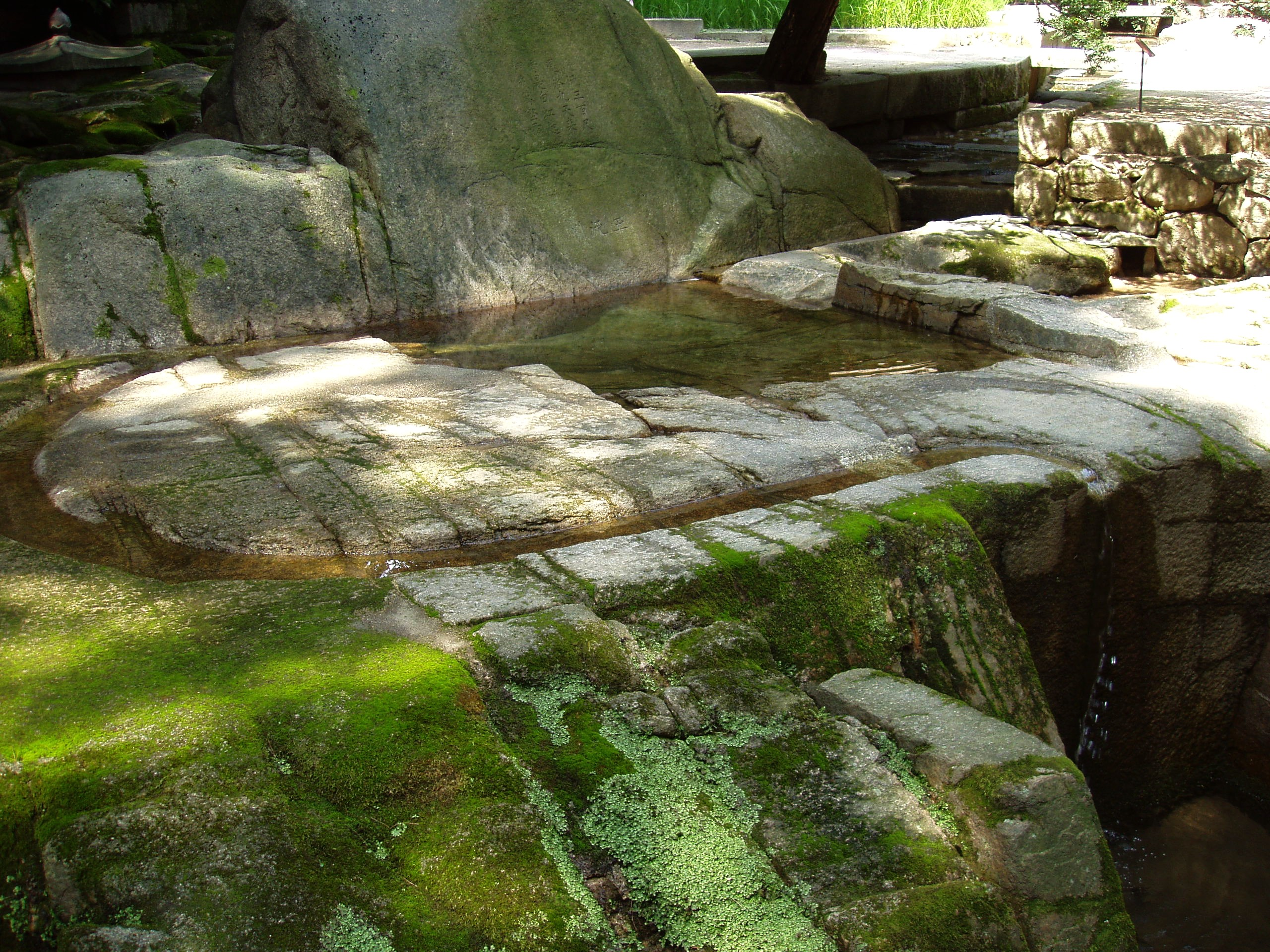
Ngọc Lưu xuyên
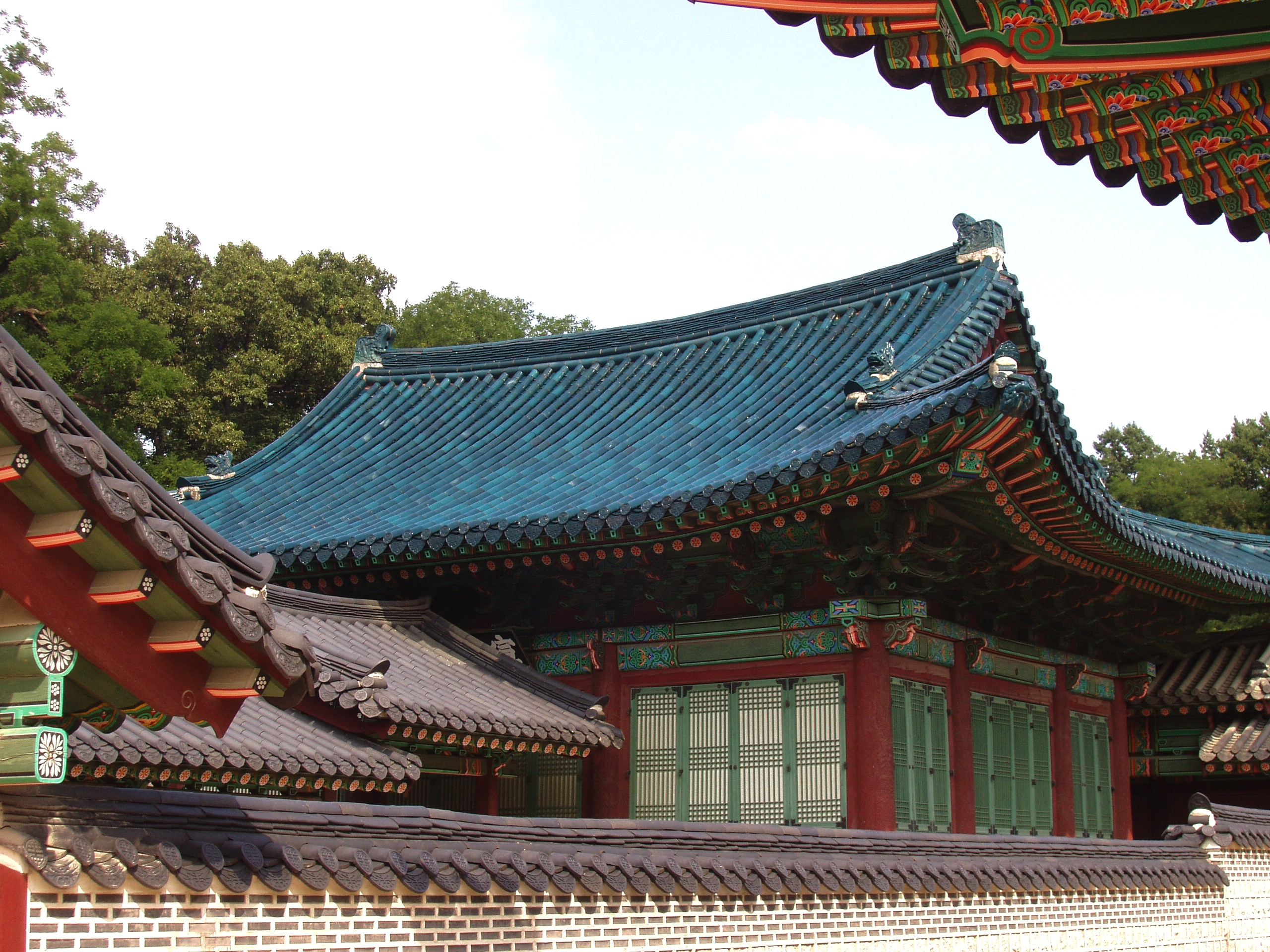
Tuyên Chính điện (宣政殿,선정전)
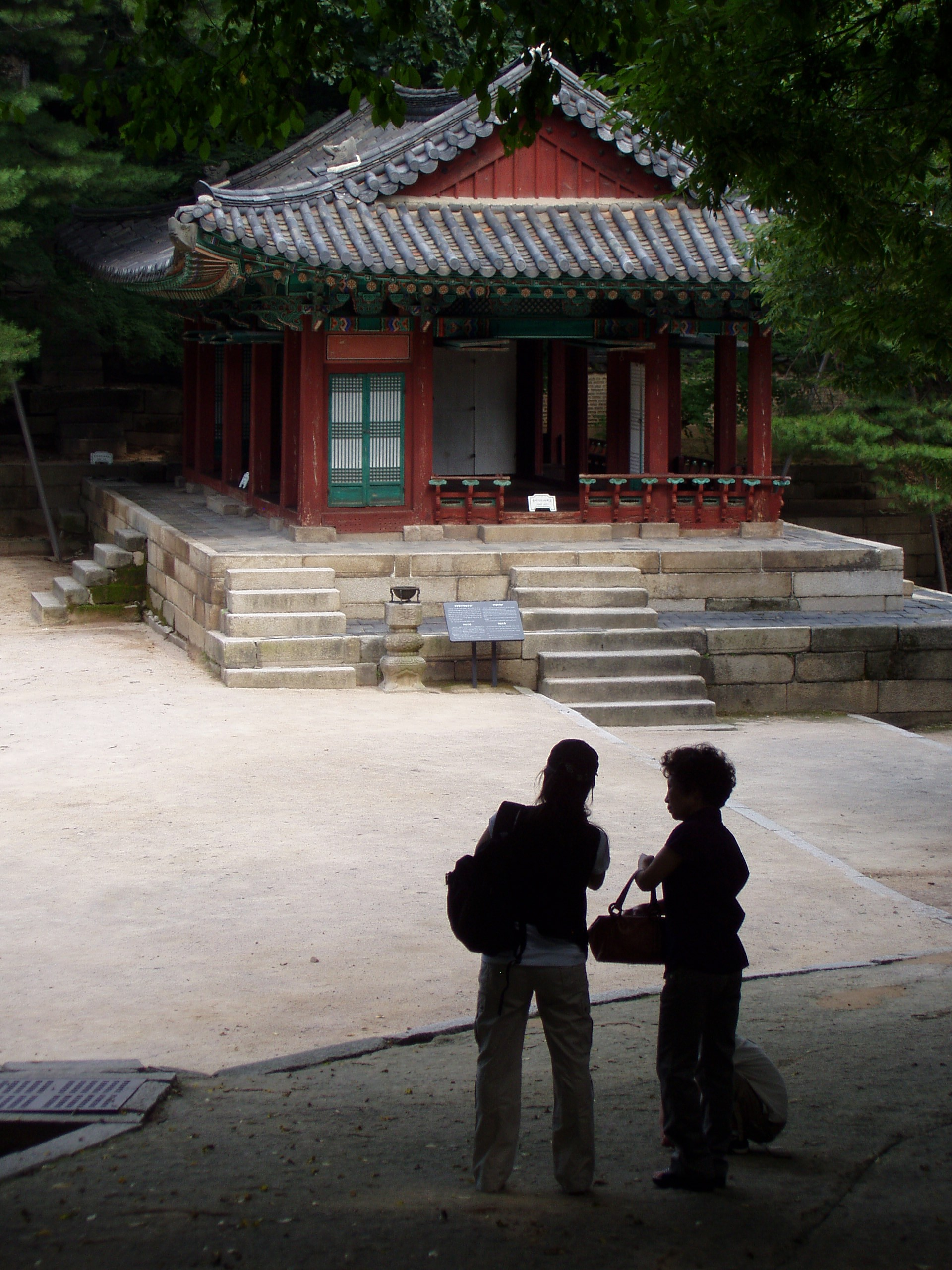
Yeonghwadang
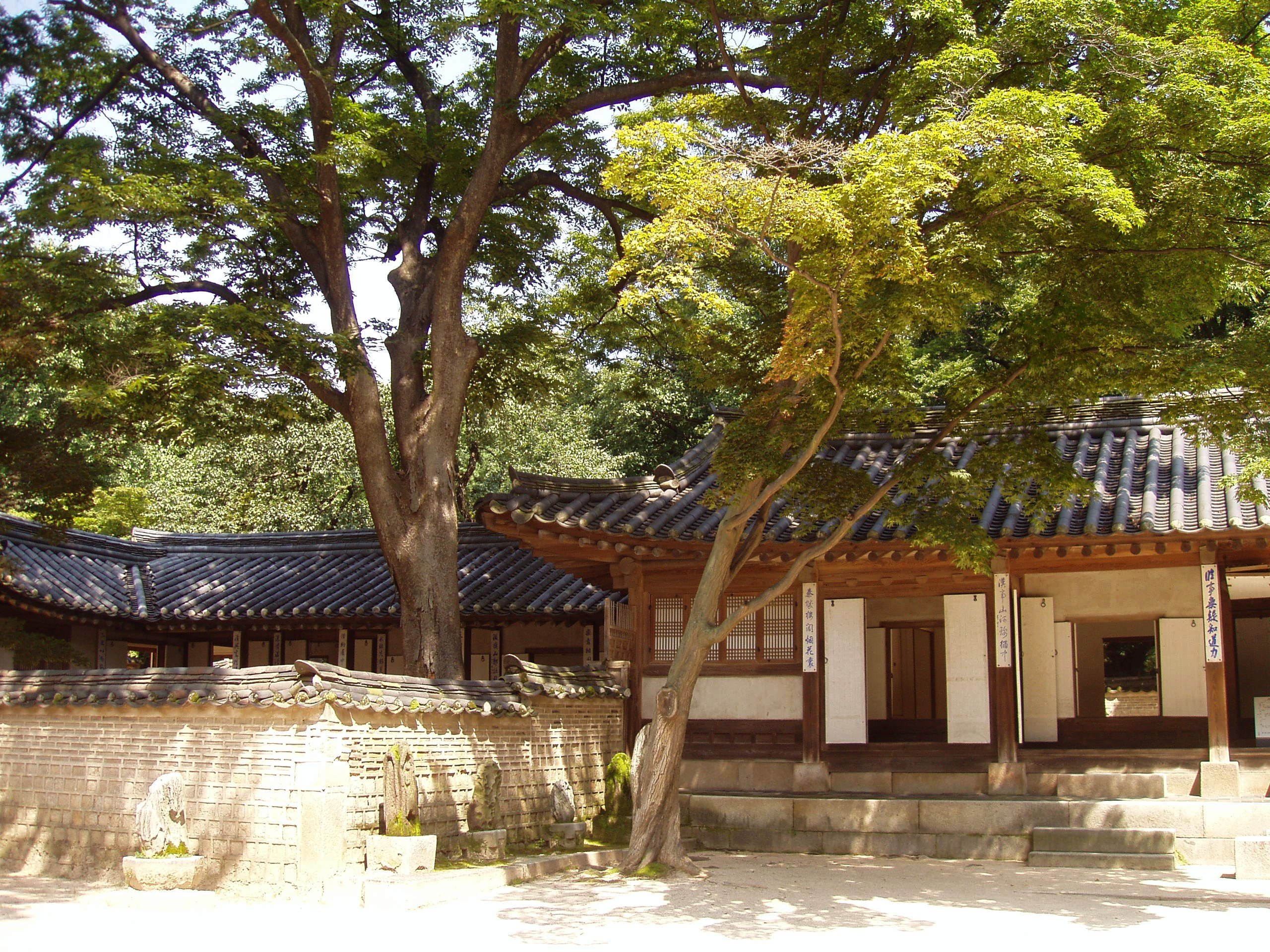
Yeongyeongdang